# James Cardno
James Farquhar Cardno (Fraserburgh, 25 maggio 1912 – Leeds, 15 maggio 1975) è stato un bobbista britannico.

## Biografia
Ai IV Giochi olimpici invernali (edizione disputatasi nel 1936 a Garmisch-Partenkirchen, Germania) vinse la medaglia di bronzo nel Bob a 4 con i connazionali Frederick McEvoy, Guy Dugdale e Charles Patrick Green partecipando per l'Inghilterra, le altre posizioni furono occupate dalle due nazionali svizzere.
Il tempo totalizzato fu di 5:23,41 poco più di un secondo rispetto ai britannici con 5:22,73 (mentre l'altra nazionale svizzera percorse il tragitto in 5:19,85).